# Amauris reducta
Amauris reducta är en fjärilsart som beskrevs av Max Bartel 1905. Amauris reducta ingår i släktet Amauris och familjen praktfjärilar. Inga underarter finns listade i Catalogue of Life.